# Giulio Carlo de' Toschi di Fagnano
Giulio Carlo de' Toschi di Fagnano, italijanski matematik, * 6. december 1682, Sinigaglia, Marke, Italija, † 26. september 1766.
Velja za prvega matematika, ki se je ukvarjal s preučevanjem eliptičnih funkcij.
Najbolj je znan po raziskovanju dolžine in delitve lokov določenih krivulj, še posebej lemniskate. Leta 1750 je objavil delo Produzioni Matematiche, ki ga je posvetil papežu Benediktu XIV. Ni mu uspelo določiti dolžino loka elipse in hiperbole in je poskušal določiti dolžine lokov, katerih razlike se da rektificirati. Dokazal je formulo:
{\displaystyle \pi =2i\log {1-i \over 1+i}\!\,,}
kjer je i imaginarna enota, enaka {\displaystyle {\sqrt {-1}}}. 
Nekateri matematiki se niso strinjali z njegovimi analitičnimi metodami, ki jih j našel v infinitezimalnem računu. Med njimi so bili: Viviani, De La Hire in Rolle.